# ابوالعباس مبرد
ابوالعبّاس مُبَرَّد (۲۸ مارس ۸۲۶، بصره - ۸ ژانویه ۹۰۰، بغداد) (نسب: ابوالعباس محمد بن یزید بن عبدالأکبر ثُمالی أزدی) لغوی و نحوی برجستهٔ عربی در سدهٔ سوم قمری بود. در رشته‌های علم لغت، نحو، ادبیات، قرآن، تاریخ، اخلاق و سلوک آثاری نگاشت که با شاهکارش الکامل فی اللغة والأدب شهرت یافت.

## زندگی
در ۲۸ مارس ۸۲۶/ ۱۰ ذی‌الحجه ۲۱۰ق به بصره زاده شد. از جَرمی و مازنی علم آموخت و نزد آن دو کتاب سیبویه را خواند؛ همچنین از ابوحاتم سجستانی نیز آموخت. میان او و ابوالعباس ثعلب، رقابتی سخت بود «چرا که مبرد فصیح‌تر و مثال‌گری نیکو بود».

هنگامی که اهلِ مجلسِ خلیفه متوکل در قرائتِ آیهای از آیه‌های قرآن اختلاف پیدا کردند، متوکل او را از بصره به سامرا فراخواند؛ به سال ۲۴۶ق. مبرّد آنجا به خوبی میزبانی شد و ماند. پس از قتل متوکل در اواخر سال ۲۴۷ق، مبرّد به بغداد رفت و به تدریس پرداخت. درگذشت مبرد در ۸ ژانویه ۹۰۰/ ۲۸ ذی‌الحجه ۲۸۶ق در بغداد بود.

## آثار
- الکامل فی الأدب و اللغة
- المُقتَضَب: در نحو
- معانی القرآن
- الأنواء و الأزمنة
- قواعد الشعر
- الحث علی الأدب و الصدق
- آداب الجلیس
- طبقات النحویین البصریین و أخبارهم

و نیز کمی شعر از او.